# Bureau pour le développement de la production agricole
Le Bureau pour le développement de la production agricole (BDPA) est un ancien organisme public français dépendant du ministère de l'Agriculture, fondé après la Seconde Guerre mondiale à l'initiative de deux ministres de l'Outre-mer, Jean Letourneau et François Mitterrand, pour développer la production agricole en Afrique et à Madagascar.

## Histoire
Le Bureau d'études pour le développement de la production agricole dans les territoires d'outre-mer est créé par arrêté du 29 avril 1950. En 1955, il est renommé Bureau pour le développement de la production agricole outre-mer, et en 1960, Bureau pour le développement de la production agricole.
En 1952, il concrétise le projet de Raphaël Babet, un député de La Réunion, consistant à établir avec l'aide d'émigrés de son île une enclave française à Madagascar qui est par la suite baptisée la Sakay.
En 1963, il a par ailleurs inspiré au Premier ministre Michel Debré la création du Bureau pour le développement des migrations intéressant les départements d'outre-mer (Bumidom), à l'origine de l'émigration en France métropolitaine de nombreux habitants des départements d'outre-mer.
Plusieurs sources, évoquant notamment l'affaire Delouette, rapportent que le BPDA a servi de couverture pour des agents du SDECE, le service de renseignement extérieur français,,.

## Directeurs généraux
- Albert Bros, premier directeur
- ?–1960 : Yves Chataigneau
- 1960–1968 : Paul Masson[d]
- 1968–1972 : Roger Barberot[e]
- 1972–1976 : Philippe Mermet[f]
- 1976–? : Yves Jaffrezic[g]